# The Asylum Years
The Asylum Years är ett samlingsalbum släppt av Tom Waits 1986.

## Låtlista
1. "Diamonds on My Windshield" - 3:08
2. "(Looking For) The Heart of Saturday Night" - 3:55
3. "Martha" - 4:29
4. "The Ghosts of Saturday Night (After Hours at Napoleone's Pizza House)" - 3:14
5. "Grapefruit Moon" - 4:49
6. "Small Change" - 5:05
7. "Burma Shave" - 6:33
8. "I Never Talk to Strangers" - 3:41
9. "Tom Traubert's Blues" - 6:34
10. "Blue Valentines" - 5:54
11. "Potter's Field" (Alcivar, Waits) - 8:44
12. "Kentucky Avenue" - 4:51
13. "Somewhere (From West Side Story)" (Bernstein, Sondheim) - 3:53
14. "Ruby's Arms" - 5:35